# Joch (Einheit)
Das Joch (auch Jauchert) ist ein traditionelles, seit der Antike bekanntes Flächenmaß. Es ist in Süddeutschland und Österreich bis heute im Sprachgebrauch erhalten und liegt – je nach Region – zwischen 33 und 58 Ar (3300 bis 5800 m², rund 0,3 bis 0,6 ha). In der Schweiz heißt die Einheit Juchart.

## Bezeichnung
Das Feldmaß Joch ist mit dem Tagewerk oder Tagwerk weitgehend synonym. Sein lateinischer Name ist jugerum.
Das Joch ist die Fläche, die von einem Ochsen beziehungsweise einem Ochsengespann an einem einzigen Tag gepflügt werden kann. Abhängig von den regionalen Bodengegebenheiten liegt dieser Wert zwischen fünfundzwanzig und sechzig Ar. Das jeweilige Jochmaß stand auch stets in Übereinstimmung mit dem jeweiligen lokalen Längenmaß.
Im Deutschen sind regional auch die Bezeichnungen Jochart, Jauchart, Jauchert, Juck, Juchart oder Juckert für das Joch teilweise auch heute noch gebräuchlich. Der Morgen ist im Allgemeinen die Hälfte eines Joches. Besteuert wurden die Höfe seit dem 8. Jahrhundert und dann bis über das Ende des 19. Jahrhunderts hinaus nach der Hufe (bzw. die Hube, ihr Äquivalent für Süddeutschland). Sie entsprach oft vierundzwanzig Joch, also etwa sechs bis vierzehn Hektar, früher die Fläche eines vollwertigen Subsistenzbauernhofes.

## Regionale Jochmaße
| Das römische Joch            | misst ca. 25,29 Ar. |                                          |                                                                   |
| Das württembergische Joch    | misst ca. 33,09 Ar. |                                          |                                                                   |
| Das bairische Joch           | misst ca. 35,25 Ar. |                                          |                                                                   |
| Das Schweizer Joch (Juchart) | misst ca. 36,45 Ar. | Vgl. Alte Maße und Gewichte (Schweiz)    |                                                                   |
| Das ungarische Joch          | misst ca. 43,16 Ar. |                                          |                                                                   |
| Das österreichische Joch     | misst ca. 57,55 Ar. | Vgl. Alte Maße und Gewichte (Österreich) | Das österreichische Katastraljoch misst also 1600 Quadratklafter. |

Zu beachten ist, dass auch der englische Acre mit seinen 40,47 Ar als Ochsen-Tagewerk gilt.

## Bedeutung in der Gegenwart
Zahlreiche Maße, die in der Gegenwart „unrunde“ Zahlenwerte haben, begründen sich auf den runden Zahlen der früher gebräuchlichen Einheiten wie auch dem Joch.
So ist zum Beispiel in den meisten österreichischen Bundesländern die mindeste Größe eines Eigenjagdgebietes mit 115 Hektar zusammenhängender Grundfläche festgelegt, was auf die nach der Jagdreform von Kaiser Franz Joseph erforderlichen 200 Joch zurückgeht.